# Gonfanon de la Justice
Gonfanon de la Justice (ou Gonfalon de la Justice plus proche de l'italien : Gonfalone della Giustizia) est une peinture religieuse, une tempera et huile sur toile du Pérugin, datant de 1501 environ et conservée à la Galerie nationale de l'Ombrie à Pérouse.

## Histoire
L'œuvre est une bannière de procession, un gonfalon   destiné aux frères de la « Confrérie de la Justice » de Pérouse. Il s'agit d'une œuvre réalisée à l'apogée de la popularité du maître.
Le gonfanon utilisé durant les processions publiques a été réalisé durant la période correspondant à l'apogée de la popularité de l'artiste, après les succès du cycle pictural de la Sala delle Udienze del Collegio del Cambio, quand il  « tenait boutique » simultanément à Florence et à Pérouse.

## Thème
L'œuvre reprend la représentation récurrente dans la peinture chrétienne de la Vierge à l'Enfant (ou Madone), représentant la Vierge Marie avec l'Enfant Jésus, ici accompagnés d'anges et de religieux, dans les cieux, donc une « Vierge en gloire ».

## Description
L'œuvre représente, sur deux registres, la Vierge en gloire entre anges  et séraphins au-dessus des saints François d'Assise et Bernardin de Sienne agenouillés, auréolés, reconnaissables à leurs attributs : François et ses stigmates, Bernardin à son profil caractéristique et au monogramme du Christ IHS (flottant devant lui) avec en arrière-plan une vue de Pérouse et de ses habitants agenouillés, femmes à droite, hommes à gauche, d'autres en pénitents blancs cagoulés de la  « Confrérie de la Justice », les commanditaires du gonfalon.

## Analyse
Bien que l'œuvre possède une grande finesse compositive et chromatique, le schéma reste constitué d'un assemblage de dessins du répertoire du Pérugin. La Vierge et l'Enfant par exemple est une reproduction similaire de celle du Retable de Fano, les deux anges dorés disposés symétriquement se retrouvent dans de nombreuses compositions de ces mêmes années comme dans La Résurrection de San Francesco al Prato, La Vierge en gloire et saints de Bologne et La Vierge de la consolation.

## Sources
- (it) Cet article est partiellement ou en totalité issu de l’article de Wikipédia en italien intitulé « Gonfalone della Giustizia » (voir la liste des auteurs).